# Romola Garai
Romola Sadie Garai (Hongkong, 6 augustus 1982) is een Engelse film- en theateractrice.
Garai is de dochter van bankier Adrian en journaliste Janet. Op jonge leeftijd heeft ze met haar ouders in Hongkong gewoond vanwege het werk van haar vader. Garai heeft een oudere aangenomen broer en zus, Ralph en Rosie, die voor haar geboorte geadopteerd zijn, en ze heeft nog een jongere zus Roxy. De achternaam Garai is afkomstig uit Hongarije en de voornaam Romola is de vrouwelijke vorm van de oud-Latijnse naam Romulus.
Garai debuteerde in de film The Last of the Bombshells, waarbij ze een jongere versie voor de rol van Judi Dench zochten. Tot Garai's meest succesvolle films behoren Dirty Dancing: Havana Nights, The Incredible Journey of Mary Bryant, The Real Life of Angel Deverell en Atonement.

## Filmografie (selectie)
- One Life (2023) - Doreen Warriner
- Suffragette (2015) - Alice Haughton
- The last days on Mars (2013) - Lane
- Emma (2009) - Emma
- Amazing Grace (2008) - Barbara Spooner
- Atonement (2007) - Briony Tallis (18)
- Running for River (2007) - Blair
- The Real Life of Angel Deverell (2007) - Angel
- Amazing grace (2006) - Barbara Wilberforce
- As You like it (2006) - Celia
- Scoop (2006) - Vivian
- The Incredible Journey of Mary Bryant (2005) miniserie - Mary Bryant
- Inside I'm Dancing (2004) - Siobhan
- Vanity Fair (2004) - Amelia Sedley
- Dirty Dancing: Havana Nights (2004) - Katey Miller
- Daniel Deronda (2002) - TV - Gwendolyn Harleth
- Nicholas Nickleby (2002) - Kate Nickleby
- The Last of the Blonde Bombshells (2000) - Young Elizabeth